# Arthington Worsley
Arthington Worsley (* 9. Dezember 1861 in Marylebone; † 13. Januar 1944 in Middlesex) war ein englischer Botaniker. Sein offizielles botanisches Autorenkürzel lautet „Worsley“.

## Werke
- Notes on the distribution of Amaryllideae… 1895.